# A brémai muzsikusok (film, 1989)
A brémai muzsikusok (eredeti cím: Los 4 músicos de Bremen) 1989-ben bemutatott spanyol rajzfilm, amely a világhírű Grimm testvérek azonos című meséje alapján készült. Az animációs játékfilm rendezője Cruz Delgado. A forgatókönyvet Gustavo Alcalde írta, a zenéjét Manuel Pacho szerezte. A mozifilm az Estudios Cruz Delgado gyártásában készült. Műfaja zenés filmvígjáték. Főszereplője Koki a kakas, Fogdmeg a kutya, Durmol a macska és Mafla a csacsi.
Spanyolországban 1989. június 26-án, Magyarországon 1990. november 22-én mutatták be a mozikban.
A moziban vetített rajzfilm sikere miatt még televíziós rajzfilmsorozat is készült A brémai muzsikusok címmel.

## Szereplők
| Szereplő                         | Szereplő       | Eredeti hang              | Magyar hang                                                  |
| magyarul                         | spanyolul      | Eredeti hang              | Magyar hang                                                  |
| -------------------------------- | -------------- | ------------------------- | ------------------------------------------------------------ |
| Koki, a kakas                    | Koki           | Rafael Alonso Naranjo Jr. | Józsa Imre (1. hang) Szerednyey Béla (2. hang / ének)        |
| Mafla, a csacsi                  | Tonto          | Gonzalo Durán             | Csurka László                                                |
| Fogdmeg, a kutya                 | Lupo           | Eduardo Jover             | Harkányi Endre                                               |
| Dugó                             | Tapón          | Eduardo Jover             | Hankó Attila                                                 |
| Durmol, a macska                 | Burlón         | Claudio Serrano           | Hacser Józsa Halász Aranka (ének)                            |
| Főnök                            | Chef           | Simón Ramírez             | Makay Sándor                                                 |
| Fogdmeg gazdája                  | Dueño del Lupo | Simón Ramírez             | Kristóf Tibor Papp János (ének)                              |
| Bestia                           | Bestia         | Luis Marín                | Dózsa László                                                 |
| Bella                            | Bella          | Valle Acebrón             | Balogh Erika                                                 |
| Mami                             | Mami           | Pilar Gentil              | Pálos Zsuzsa                                                 |
| Libuska                          | Ocarina        | Pilar Coronado            | Papp Ágnes                                                   |
| Polgármester                     | Burgomaestre   | José Luis Baltanás        | Szabó Sándor                                                 |
| Polgármester felesége            | Burgomaestra   | Ana María Saizar          | Kassai Ilona                                                 |
| Néző hölgy a zenei versenyen     | N/A            | N/A                       | Kassai Ilona                                                 |
| Otto                             | Otto           | Antonio Prieto            | Pusztaszeri Kornél                                           |
| Koki gazdája                     | Granjero       | Manuel Torremocha         | Kisfalussy Bálint                                            |
| Hans                             | Hans           | Pablo Adán                | Forgács Péter                                                |
| Tánti asszony                    | N/A            | N/A                       | Dallos Szilvia                                               |
| Tánti unokahuga                  | N/A            | N/A                       | Vadász Bea                                                   |
| Libák                            | N/A            | N/A                       | Jakab Csaba                                                  |
| Kandisznó                        | N/A            | N/A                       | Haraszin Tibor                                               |
| Kocadisznó                       | N/A            | N/A                       | Mihók Éva                                                    |
| Tánti férje                      | N/A            | N/A                       | Tolnai Miklós                                                |
| Férfiak a közönségben            | N/A            | N/A                       | Soós László Végh Péter                                       |
| Borosgazda                       | N/A            | N/A                       | Makay Sándor                                                 |
| Teherautó-sofőr                  | N/A            | N/A                       | Barbinek Péter                                               |
| Konferáló a versenyen            | N/A            | N/A                       | Rátonyi Róbert                                               |
| Csendőr                          | N/A            | N/A                       | Sörös Sándor                                                 |
| Kövér csendőr                    | N/A            | N/A                       | Botár Endre                                                  |
| Idős férfi a közönségben         | N/A            | N/A                       | Botár Endre                                                  |
| Idős férfi a zenei versenyen     | N/A            | N/A                       | Szoó György                                                  |
| Néző kislányok a zenei versenyen | N/A            | N/A                       | Soproni Ági Vadász Bea Zsigmond Tamara                       |
| Néző kisfiúk a zenei versenyen   | N/A            | N/A                       | Harsányi Bence Kassai Károly Minárovits Péter Simonyi Balázs |
| Nézők a zenei versenyen          | N/A            | N/A                       | Jakab Csaba Komlós András Soós László Végh Ferenc            |

## Betétdalok
| Magyar                        | Magyar                                                     | Spanyol                 | Spanyol                                                               |
| Dal                           | Előadó                                                     | Dal                     | Előadó                                                                |
| ----------------------------- | ---------------------------------------------------------- | ----------------------- | --------------------------------------------------------------------- |
| Koki, a mester, ő a tánctanár | Szerednyey Béla kórus                                      | Koky, el Rey del corral | Rafael Alonso Naranjo Jr. Chorus                                      |
| Táncra Fogdmeg, táncra        | Papp János                                                 | Baila Lupo, baila       | Simón Ramírez                                                         |
| Zeng a trombita               | Halász Aranka Harkányi Endre Szerednyey Béla Csurka László | Superganadores          | Claudio Serrano Eduardo Jover Rafael Alonso Naranjo Jr. Gonzalo Durán |
| A brémai muzsikusok           | Halász Aranka Harkányi Endre Szerednyey Béla Csurka László | Los Trotamúsicos        | Claudio Serrano Eduardo Jover Rafael Alonso Naranjo Jr. Gonzalo Durán |
| Gengszterek vagyunk           | Makay Sándor Dózsa László Hankó Attila                     | Chef, Bestia y Tapón    | Simón Ramírez Luis Marín Eduardo Jover                                |
| Ez a zene csupa ritmus        | Szerednyey Béla Harkányi Endre Halász Aranka Csurka László | Esto Tiene Mucho Ritmo  | Rafael Alonso Naranjo Jr. Eduardo Jover Claudio Serrano Gonzalo Durán |

## Jelenetek
- Koki szökése (La fuga de Koki)
- Támadás az erdőben (Atraco en el bosque)
- A kísértetjárta ház (Casa de fantasmas)
- Irány Bréma (¡Todos a Bremen!)

## Televíziós megjelenések
TV-2, Duna TV 